# 686

## Събития
Европа
Кралство Кент е нападнато и превзето от саксите. Caedwalla exterminates на Jutes на остров Уайт и убива крал Arwald.
Азия
- 1 октомври – император на Япония Temmu умира. Императрица Jitō изкачва на трона на Япония.

Принц Otsu на Япония, неговата измяна са открити, е поставен под арест и смърт е връчена на него. Жена му се присъединява към смъртта.

## Родени
- 23 август – Шарл Мартел, победител в битката при Поатие († 741)

## Починали
- 2 август – папа Йоан V
- 1 октомври – император Temmu, император на Япония
- 25 октомври – Otsu принц и принцеса Yamanobe, принцът и принцесата на Япония
- Weonhyo, корейски будистки монах